# Rosario Ortega
Rosario Ortega, née le 9 novembre 1985 à Miami, est une chanteuse américano-argentine. Membre successivement des groupes The Prostitution et Meteoros, elle publie aussi un premier  album solo qui lui vaut une nomination au Grammy de la meilleure nouvelle artiste. 

## Biographie
Rosario Ortega naît à Miami et y vit jusqu'à l'âge de 5 ans.  Elle est la fille du chanteur et compositeur Palito Ortega et de l'actrice Evangelina Salazar, la sœur de l'actrice Julieta Ortega, du chanteur et acteur Emanuel Ortega, du producteur Sebastián Ortega, du producteur Martín Ortega, lauréat d'un Emmy Award, et du réalisateur Luis Ortega. Lorsque Palito, son père, est élu gouverneur de Tucumán, une partie de la famille s'installe dans les environs de la capitale provinciale. À 16 ans, après l'échec de l'administration politique de Palito, la famille se réfugie à nouveau à Miami. Elle joue de la musique sur ordinateur et apprend à chanter. À 19 ans, elle retourne à Buenos Aires où elle commence à étudier la guitare et compose sa première chanson, intitulée Se va. 
Elle est ensuite appelée par Jesse Harris, producteur et compositeur du premier album de Norah Jones, et par Ethan Hawke pour faire partie de la bande-son du film The Hottest State, dans lequel chantent notamment Norah Jones, Willie Nelson, Cat Power et Bright Eyes. Entre 2008 et 2009, elle est la chanteuse du groupe Entre Ríos, avec lequel elle enregistre son album éponyme. En 2011, elle est choisie par Charly García pour être la chanteuse de son groupe The Prostitution et en 2012, elle sort son premier album solo (également produit par Jesse Harris) pour lequel elle est nommée au Grammy de la meilleure nouvelle artiste.
À la mi-2016, après le départ de Julieta Venegas, elle fait partie du supergroupe Meteoros, et ils en profitent pour reprendre Esclavos del silencio du premier album éponyme du groupe. 

## Discographie
- 2008 : Entre Ríos (avec Entre Ríos)
- 2009 : Apenas (avec Entre Ríos)
- 2012 : Viento y Sombra (album solo)
- 2017 : Random
- 2019 : Meteoros+ (avec Meteoros)
- 2020 : Otro Lado (album solo)